# Belgio ai Giochi della XIX Olimpiade
Il Belgio partecipò ai Giochi della XIX Olimpiade che si sono svolti a Città del Messico dal 12 al 27 ottobre 1968, con una delegazione di 82 atleti impegnati in 13 discipline per un totale di 55 competizioni. Portabandiera fu  Gaston Roelants, campione uscente dei 3000 siepi. Roelants, che partecipò in questa occasione alla sua terza Olimpiade, era già stato alfiere per il suo paese quattro anni prima e lo sarebbe stato anche nelle due edizioni successive dei Giochi. Il bottino della squadra fu di due medaglie: una d'argento e una di bronzo.

## Medagliere

### Per discipline
| Sport             | Oro | Argento | Bronzo | Totale |
| ----------------- | --- | ------- | ------ | ------ |
| Sollevamento pesi | 0   | 1       | 0      | 1      |
| Ciclismo          | 0   | 0       | 1      | 1      |
| Totale            | 0   | 1       | 1      | 2      |

### Medaglie
| Medaglia | Atleta                          | Sport             | Evento       |
| -------- | ------------------------------- | ----------------- | ------------ |
| Argento  | Serge Reding                    | Sollevamento pesi | Pesi massimi |
| Bronzo   | Daniel Goens Robert Van Lancker | Ciclismo          | Tandem       |